# Christian Thielemann
Christian Thielemann (Berlín, 1 de abril de 1959) es un director de orquesta alemán. Actualmente es el director general de la Staatskapelle de Dresde, director artístico del Festival de Pascua de Salzburgo (Osterfestspiele) y director musical del Festival de Bayreuth.

## Biografía
Fue director de la Deutsche Oper Berlin y de la Orquesta Filarmónica de Múnich. En 2015 fue finalista en la candidatura a la dirección de la Orquesta Filarmónica de Berlín, perdiendo la votación en segunda vuelta frente al ruso Kirill Petrenko.
Máximo exponente actual de la tradición germana en la dirección de orquesta, continuador de Wilhelm Furtwängler y Herbert von Karajan, es especialmente renombrado por sus interpretaciones del repertorio romántico alemán más complejo: Anton Bruckner, Richard Strauss y, sobre todo, Richard Wagner (dirige anualmente en el Festival de Bayreuth desde el año 2000 con excepción del año 2011).
Thielemann empezó su carrera con diecinueve años como maestro concertador (Korrepetitor) en la Ópera Alemana de Berlín (Deutsche Oper Berlin) y asistente de Herbert von Karajan. Comenzaba lo que el propio Karajan denominó como el "difícil pero indispensable camino infame", consistente en dirigir en numerosos teatros menores para ir adquiriendo experiencia. En 1985 fue nombrado primer maestro de capilla de la Rheinoper en Düsseldorf hasta 1988, cuando se hizo director general musical del Teatro Estatal de Núremberg, el más joven director general de un teatro de ópera de Alemania en aquel momento. En 1997 fue llamado a la Deutsche Oper Berlin también como director general musical hasta 2004, año en que renunció a su empleo por diferencias con la nueva dirección. De septiembre de 2004 a 2011 fue director general musical de la Orquesta Filarmónica de Múnich. Desde 2011 es el director musical de la Staatskapelle de Dresde. 
Más de veinte años de experiencia avalan a Thielemann y hoy en día trabaja solamente con unas cuantas orquestas y teatros de ópera escogidos. Sus giras musicales le han llevado a visitar España, Francia, Italia, Japón, Portugal, el Reino Unido y los Estados Unidos, entre otros.

## Filarmónica de Viena
Habitual director de la Orquesta Filarmónica de Viena, primero en ópera y después en concierto, Thielemann ha grabado con ellos la integral de las sinfonías y oberturas de Beethoven, los poemas sinfónicos de Richard Strauss, varias sinfonías de Bruckner y varias óperas de Richard Wagner, incluyendo la Tetralogía El Anillo del Nibelungo (único director junto con Georg Solti en haber grabado esta obra con los vieneses). 
En 2019 dirigió el Concierto de Año Nuevo con excelentes críticas, alabando la belleza sonora extraída de la orquesta y el rigor interpreativo. Algunos críticos consideraron su interpretación como la mejor desde los conciertos que, en 1989 y en 1992, dirigiera Carlos Kleiber.
En 2024 ha dirigido el Concierto de Año Nuevo por segunda vez después de hacerlo en 2019.

## Wagner: Festival de Bayreuth
Para algunos críticos Christian Thielemann es probablemente la mejor batuta de nuestros días para el repertorio wagneriano, interpretándolo como la escuela alemana de mediados de siglo, protagonizada por Hans Knappertsbusch o Wilhelm Furtwängler. Monumentalidad, pero con una importante atención al detalle y sentido teatral de la música comparte con estos, a lo que se añaden señas de identidad propias que recuerdan a Herbert von Karajan, como la transparencia en las texturas orquestales y el estilo camerístico. Esta línea interpretativa es diferente de otras lecturas contemporáneas como las de Georg Solti, Pierre Boulez, Carlos Kleiber o Daniel Barenboim.
Thielemann se ha consagrado como uno de los históricos directores wagnerianos en el Festival de Bayreuth, en el que debutó en el 2000 sustituyendo a otro gran wagneriano, Daniel Barenboim, en la producción de Los maestros cantores de Núremberg de Wolfgang Wagner. Desde entonces, ha venido dirigiendo ininterrumpidamente, algunos años incluso dos títulos operísticos, salvo en 2011 (por finalizar la producción de El anillo del nibelungo', que venía dirigiendo desde 2006, y dar a esta obra dos años de descanso, frente al año de costumbre, para hacer coincidir el nuevo montaje con el bicentenario del nacimiento de Wagner). Desde entonces ha dirigido allí Los maestros cantores de Núremberg (2000-2002), Parsifal (2001), Tannhäuser (2002-2005 y 2012), El anillo del nibelungo (2006-2010), El holandés errante (2012-2014) y Tristán e Isolda (2015-2017). En 2018 estuvo al frente de la nueva producción de Lohengrin, con lo que desde el estreno, programado el 25 de julio de 2018, se convirtió en el segundo director en dirigir en el Festival las diez óperas que componen el Canon de Bayreuth (el primero fue Felix Mottl).
En 2015, Katharina Wagner, directora del Festival de Bayreuth, anunció el nombramiento de Thielemann como director musical del evento, un cargo hasta la fecha inexistente y que le convierte en el máximo responsable musical. Ya en los años treinta del siglo XX se pensó en crear este puesto y ofrecérselo a Wilhelm Furtwängler, desechándose finalmente la idea.

## Festival de Pascua de Salzburgo
En 2011, la Filarmónica de Berlín anunció su desvinculación del festival y el final de la dirección artística de Simon Rattle a partir de 2013, por desacuerdos presupuestarios con la dirección del certamen. Desde 2013 el papel de orquesta residente lo ha tomado la Staatskapelle Dresden, y el de director artístico Thielemann, que inauguraron su colaboración con una nueva producción de Parsifal. Se crea así un hilo conductor con su maestro Herbert von Karajan, que lo dirigió durante veintidós ediciones.

## Premios y reconocimientos
- Doctor honoris causa por la Escuela Superior Franz Liszt de Weimar.
- Doctor honoris causa por la Universidad Católica de Lovaina.
- Premio Richard Wagner de la Sociedad Richard Wagner de Leipzig (2015).
- Premio de la Fundación para la promoción de la Semperoper de Dresde (2016).[14]

## Discografía selecta
Thielemann ha centrado casi toda su discografía en el repertorio romántico alemán. Con algunas excepciones en Mozart y Orff. Destaca su integral de las sinfonías y oberturas de Beethoven con los vieneses y. Con la Staatskapelle Dresden, la integral de sinfonías y conciertos de Brahms, la de las sinfonías de Schumann y la aún no terminada de las sinfonías de Bruckner. En el campo operístico, además de Palestrina de Hans Pfitzner, destacan las principales óperas de Richard Strauss y la casi integral operística de Wagner (no ha grabado las óperas de juventud ni tampoco Tannhäuser, pese a haberla dirigido en bastantes ocasiones). Algunos títulos los ha grabado en dos ocasiones: El Anillo del Nibelungo (en el Festival de Bayreuth de 2008 y en la Ópera de Viena en 2011), Parsifal (en la Ópera de Viena en 2005 y en el Festival de Pascua de Salzburgo en 2013) y Tristán e Isolda (en la Ópera de Viena en 2003 y en el Festival de Bayreuth en 2015).
Para Opus Arte
- Wagner: El anillo del nibelungo. Con Michelle Breedt, Albert Dohmen, Stephen Gould, Hans-Peter König, Linda Watson y Eva-Maria Westbroek, Orquesta del Festival de Bayreuth, grabado en directo durante los Festivales del 2008, noviembre de 2009.
- Wagner: La valquiria. Con Johan Botha, Edith Haller, Kwangchul Youn, Albert Dohmen, Linda Watson y Mihoko Fujimura, Coro y Orquesta del Festival de Bayreuth, grabado en directo durante los Festivales del 2010, noviembre de 2010, DVD.
- Wagner: El holandés errante. Con Samuel Youn, Ricarda Merbeth, Franz-Josef Selig, Tomislav Muzek, Christa Mayer y Benjamin Bruns, Coro y Orquesta del Festival de Bayreuth, grabado en directo durante los Festivales del 2013, julio de 2014, DVD.

Para Sony Classical
- Beethoven: Sinfonías completas. Con la Filarmónica de Viena, también editadas en DVD y Blu-ray por el sello C-Major, 2010.
- Schumann: Sinfonías completas. Con la Staatskapelle Dresden, 2018.

Para Decca
- R. Strauss: Der Rosenkavalier (DVD). Con Renée Fleming, Sophie Koch, Diana Damrau, Franz Hawlata y Jonas Kaufmann, Filarmónica de Múnich, octubre de 2009.

Para Deutsche Grammophon
- Bruckner: Sinfonía n.º 5. Con la Filarmónica de Múnich, marzo de 2005.
- Orff: Carmina Burana. Con el Coro y Orquesta de la Ópera Alemana de Berlín, mayo de 1999.
- G.A. Lortzing, R. Strauss, C.M. Weber, R. Wagner, Deutsche Opernarien. Con Thomas Quasthoff y la Orquesta de la Ópera Alemana de Berlín, abril de 2002
- Pfitzner: Música de Palestrina; Das Käthchen von Heilbronn; R. Strauss: Guntram (Preludio); Capriccio (Preludio), Feuersnot (Escena de amor). Con Orquesta de la Ópera Alemana de Berlín, 1996.
- H. Marschner, F. Mendelssohn, O. Nicolai, C.M. Weber, R. Wagner: Oberturas. Con la Filarmónica de Viena, octubre de 2004.
- Brahms: Concierto para piano n.º 1. Con Maurizio Pollini y la Staatskapelle Dresden, junio de 2011.
- Brahms: Concierto para piano n.º 2. Con Maurizio Pollini y la Staatskapelle Dresden, abril de 2014.
- Brahms: Concierto para violín. Con Lisa Batiashvili y la Staatskapelle Dresden, enero de 2013.
- Brahms: Sinfonías completas. Con la Staatskapelle Dresden, septiembre de 2014.
- Beethoven: Obertura "Egmont"; Brahms: Sinfonía n.º 1. Con la Filarmónica de Múnich, abril de 2007.
- Beethoven: Cantata por la muerte del emperador José II; Schumann: Konzertstück op.86; Pfitzner: Palestrina (Preludios a los Actos I y II), 1997.
- R. Strauss: Arabella. Con Kiri Te Kanawa y Orquesta y Coro de la Ópera del Metropolitan, marzo de 2001.
- R. Strauss: Eine Alpensymphonie y Suite de Der Rosenkavalier, Orquesta Filarmónica de Viena, marzo de 2001.
- R. Strauss: Ein Heldenleben y Symphonische Fantasie de Die Frau ohne Schatten, Orquesta Filarmónica de Viena, agosto de 2003.
- Wagner: Música orquestal (Lohengrin, Parsifal, Tristán e Isolda). Con la Orquesta de Filadelfia, febrero de 1998.
- Wagner: Parsifal. Con el Coro y Orquesta de la Ópera Estatal de Viena, abril de 2006.
- Wagner: Tristán e Isolda. Con la Orquesta de la Ópera Estatal de Viena, mayo de 2004.
- Wagner: Tristán e Isolda. Festival de Bayreuth, agosto de 2015 (DVD).
- Schumann: Sinfonía n.º 2; Obertura Manfred; Concierto para cuatro trompas op.86. Con la Orquesta Philharmonia, septiembre de 1997.
- Schumann: Sinfonía n.º 3 "Renana"; Obertura "Genoveva" op.81; Obertura, scherzo y finale op.52. Con la Orquesta Philharmonia, 1999.
- Schumann: Sinfonías n.º 1 & n.º 4. Con la Orquesta Philharmonia, 2001.
- Mozart: Requiem. Con la Filarmónica de Múnich y Coro del Bayerischen Rundfunk, noviembre de 2006.

Para EMI
- Wagner & R. Strauss: Arias. Con René Kollo, Orquesta de la Ópera Alemana de Berlín, 1992.

Para Hänssler
- R. Strauss: Concierto para trompa n.º 1; Serenata op. 7; Sonatina n.º 1 op. 135. Con la Staatskapelle Dresden, 2010.
- Bruckner: Sinfonía n.º 8. Con la Staatskapelle Dresden, 2009.
- Bruckner: Sinfonía n.º 7; Wagner: El ágape de los apóstoles. Con la Staatsopernchor Dresde y Staatskapelle Dresden, 2013.
- Verdi: Requiem. Con Krassimira Stoyanova, Marina Prudenskaya, Charles Castronovo, Georg Zeppenfeld, Staatsopernchor Dresde y Staatskapelle Dresden, 2014.
- Bruckner: Sinfonía n.º 4. Con la Staatskapelle Dresden, 2015.